# Graticule Lake
Graticule Lake är en sjö i Antarktis. Den ligger i Östantarktis. Australien gör anspråk på området. Graticule Lake ligger 22 meter över havet.